# Estación Belém
La Estación Belém es una de las estaciones de la Línea 3-Roja del Metro de São Paulo. 
Fue inaugurada el 5 de septiembre de 1981. Está situada en la Avenida Alcântara Machado.
Está unida a la estación Bresser-Mooca a través del único túnel existente en la parte este de la Línea 3-Roja. La estación se ubica cerca del Patio Metro Belem-I.

## Características
Estación con entrepiso de distribución sobre la plataforma central en la superficie, estructura en concreto aparente y techado prefabricado de concreto. Posee acceso para portadores de discapacidades físicas a través de rampas. La estación está conectada con una Terminal de Ómnibus Urbanos y estacionamiento. Capacidad de hasta 20 mil pasajeros por día.

## Puntos de interés y utilidad pública[3]
- SESC (Belenzinho)
- Iglesia São José do Belém
- Parroquia São Miguel Arcanjo
- Hospital Aviccena
- SOS Niños
- Colegio Agostiniano São José
- Cementerio de la Cuarta Parada
- CEES (Centro Estadual de Educación Supletiva) Dona Clara Mantelli

## Obras de arte
La estación no forma parte del "Itinerario de Arte en las Estaciones" (Metro de São Paulo).

## Líneas de SPTrans
Líneas de la SPTrans que salen de la Estación Belém:
| Linha | Prefixo | Letreiro Ida | Letreiro Volta                     |
| ----- | ------- | ------------ | ---------------------------------- |
| 172N  | 10      | Metro Belém  | Shopping Center Norte              |
| 172N  | 21      | Metro Belém  | Uninove                            |
| 172P  | 10      | Metro Belém  | Vila Zilda                         |
| 172P  | 21      | Metro Belém  | Uninove                            |
| 172R  | 10      | Metro Belém  | Jaçanã                             |
| 172R  | 31      | Metro Belém  | Uninove                            |
| 172Y  | 10      | Metro Belém  | Vila Constança                     |
| 172Y  | 31      | Metro Belém  | Uninove                            |
| 271F  | 10      | Metro Belém  | Shopping Center Norte              |
| 3053  | 10      | Metro Belém  | Jd. Itapolis                       |
| 3112  | 10      | Metro Belém  | Vila Industrial                    |
| 3701  | 10      | Metro Belém  | Jd. da Conquista                   |
| 372R  | 10      | Metro Belém  | Pq. São Rafael                     |
| 3746  | 10      | Metro Belém  | Jd. Imperador                      |
| 3750  | 10      | Metro Belém  | Conjunto José Bonifácio            |
| 4729  | 10      | Metro Belém  | Pq. Bancario                       |
| 574R  | 10      | Metro Belém  | Terminal Sapopemba/Teotônio Vilela |
| 574W  | 10      | Metro Belém  | Jd. Walkiria                       |
| 702C  | 10      | Metro Belém  | Jardim Bonfiglioli                 |

## Tabla
| Sigla | Estación | Inauguración           | Capacidad                  | Integración              | Plataformas | Posición    | Comentarios                                  |
| ----- | -------- | ---------------------- | -------------------------- | ------------------------ | ----------- | ----------- | -------------------------------------------- |
| BEL   | Belém    | 5 de setiembre de 1981 | 20 mil pasajeros hora/pico | Bilhete Único de SPTrans | Central     | Superficial | Estación con estructura de concreto aparente |